# Lespesia rubra
Lespesia rubra là một loài ruồi trong họ Tachinidae.